# Új-Zéland gleccserei

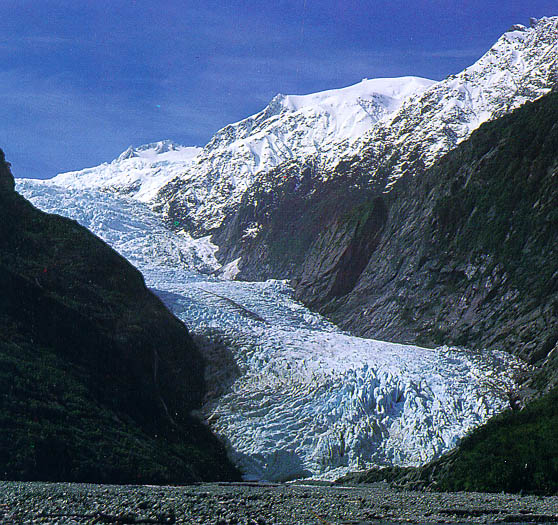
A Ferenc József-gleccser

Új-Zéland gleccserei és állandó jégmezői a 21. század elején 1160 km² területet fednek le. A legtöbb gleccser a Déli-sziget vízválasztójának a két oldalán alakult ki, de 18 kisebb gleccser található az Északi-sziget magasabb hegyein is. Az 1980-as években készült összeírás szerint a Déli-szigeten összesen körülbelül 3155 gleccser volt legalább két és fél hektáros felülettel. Egy hatoduk felülete meghaladta a tíz hektárt. 
A déli hideg-mérsékelt időjárás és a magas hegyek mellett a hatalmas mennyiségű csapadék is nagy szerepet kapott a helyi gleccserek kialakulásában. A Déli-sziget magashegységének, a Déli-Alpoknak a nyugati oldalán általában évente 4500 mm az éves csapadék, de egyes helyeken és években mértek már 15000 mm-t is.
A szigetországban a kis jégkorszakot lezáró maximális gleccserhosszok a 18. század végén voltak. A gleccserek megfigyelésének hagyományai Új-Zélandon egészen 1893-ig nyúlnak vissza. A globális felmelegedés Új-Zélandon is érezteti hatását, de ez a hatás nem egyirányú és állandó jellegű. A végmorénák lerakódása óta a gleccserek tömegének egynegyede olvadt el, azonban néhány gleccser az 1980-as években
hosszabbodni kezdett. A gleccserek rövidülését az 1990-es években is megszakította időnként egy-egy rövid előrenyomulás. Új-Zélandon nyilvánvalóvá válik, hogy a globális felmelegedés idején is nagy szerepe van a hőmérséklet mellett a csapadék mennyiségének, sőt ennek alakulása időnként nagyobb súllyal bír a gleccserek növekedésében, mint a hőmérséklet változása.

## A Déli-Alpok nyugati lejtőjének fő gleccserei
Új-Zéland egyik legnagyobb gleccserét Ferenc Józsefről nevezték el. A nevet Julius von Haast osztrák származású geológus adta, aki az 1860-as években expedíciókat szervezett erre. A Ferenc József-gleccser nevét a régebbi nemzetközi térképeken angol formában, Francis Josephként adták meg, ma általában a Franz Joseph írásmód használatos. A mintegy tíz kilométer hosszú jégfolyam a völgyi gleccserek típusába sorolható. Régebben elérte a tengert, de az éghajlat hosszú távú felmelegedése miatt ma 300 m tengerszint feletti magasságban véget ér. Még száz évvel ezelőtt is két kilométerrel hosszabb volt, de rövidülése 1965-ben megállt. Mozgása a csapadékmennyiség és hőmérséklet változásának függvényében időnként felgyorsul. 1943-ban egy repülőgép zuhant a gleccserre, a végétől számított 3,6 km távolságra. Roncsai 6 év és 4 hónap alatt jutottak el a jégár végére, ami napi másfél méteres sebességet tesz ki. Környéke - Westland Tai Poutini néven - 1960 óta nemzeti park.
A Ferenc József-gleccsertől 24 km távolságban húzódik a Haast által felfedezett másik jégfolyam, a Fox-gleccser. Az osztrák geológus eredetileg az Albert nevet adta neki, de később William Fox korabeli új-zélandi miniszterelnök nevére keresztelték át. Ez a gleccser alpesi jellegű, igen meredek: 13 kilométeren 2600 méter az esése. Mélyen lehúzódik a mérsékelt övi esőerdő zónájába, és 300 m tengerszint feletti magasságon ér véget. A kutatók szerint 74 000 éve a Fox-gleccser még közvetlenül a tengerbe torkollott, amelynek szintje akkoriban 700 méterrel volt lejjebb a Tasman-tenger mai vízszintjénél. A kis jégkorszak végmorénái itt is távol vannak a gleccser jelenlegi homlokfrontjától. Azonban a zsugorodás itt sem volt állandó: 1985-ben a gleccser újra növekedni kezdett, hetente egy méterrel. Azóta másfél kilométert nyomult előre. A gleccser alsó vége óriási jégtömbök halmazából áll. 2009 januárjában száz tonna jég szakadt le homlokfaláról, két ausztrál turista lelte halálát halálát a jégtömbök alatt. A gleccser előrenyomulása elsősorban a gleccsert tápláló firnmezőkre hulló hó függvénye. A rendszeres megfigyelések szerint a hóban gazdag telek után hat évvel észlelhető a gyorsulás a gleccser mozgásában, az évenkénti néhány deciméter helyett ilyenkor naponta több méterrel, szélsőséges esetben akár öt méterrel halad előre.
A Fox-gleccser jelenlegi előrenyomulása során megkezdte az útjában előtte élő növényzet letarolását. Korábban, a gleccser rövidülése idején megfigyelték, hogy a növényzet nagyon gyorsan megtelepedett a jégtől szabaddá vált területeken. Három éven belül mohák és füvek telepedtek meg, húsz év múlva már bokrok, néhány évtized múlva már a páfrányfák is megjelentek, egy évszázad alatt teljes mértékben helyreállt az epifitonokkal zsúfolt mérsékelt övi esőerdő a jég helyén.

## A Déli-Alpok keleti lejtőjének fő gleccserei

A Mueller, Hooker és Tasman-gleccserek visszavonulása az elmúlt évek során

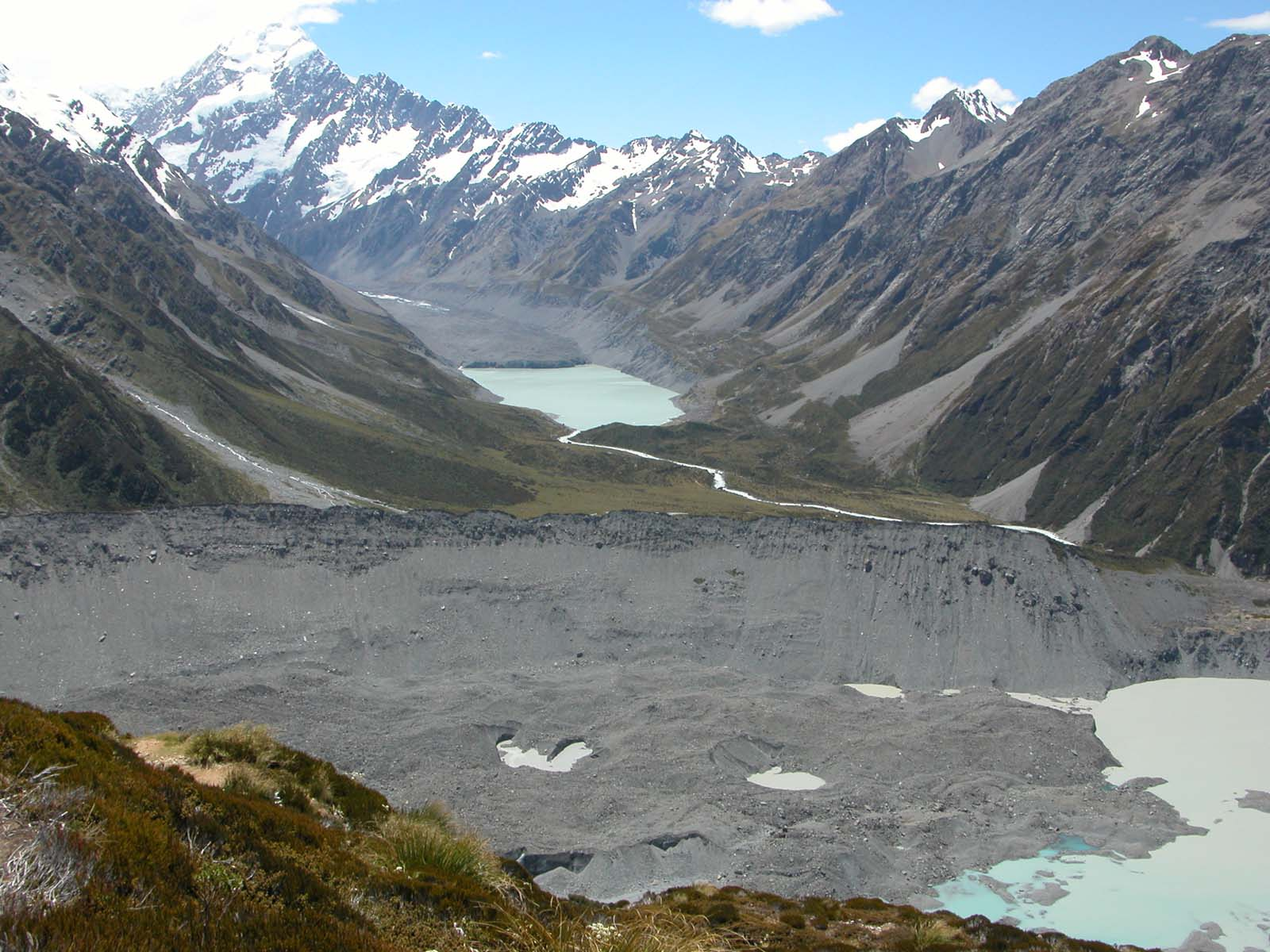
A Mueller-gleccser morénavidéke

Az Új-Zéland Déli-szigetén található Déli-Alpok keleti oldalán terül el a szigetország legmagasabb csúcsáról, a 3754 méter magas Mount Cookról elnevezett nemzeti park, ami a nyugati szelektől védettebb, így esőárnyékban van. Ennek a területén is jelentős gleccserek alakították a tájat a jégkorszakban, de mára a kevesebb csapadék miatt csak a völgyeik maradtak. Az örök hó a hegység magasabb régióiba húzódott vissza, a nemzeti park 700 km²-es területének már csak egyharmadát borítja jég. 14 000 éve, a Würm-glaciális idején még vastag jég burkolta be a Déli-Alpok alacsonyabb területeit is.
A Déli-Alpokban található a Mueller-gleccser is, ahol a gleccsert annyira beborítja a kőtörmelék és homok, hogy magát a jeget csak a törésfelületeken látni. A Mueller-gleccser olvadékvize a Hooker-gleccserével egyesülve széles törmelékágyon kanyarog délkelet felé. A völgyben a jégkorszak vége óta több száz méter vastagságban halmozódott fel a kőtörmelék, helyenként kerek, olvadékvízzel feltöltött tavak láthatók. A Mt. Sefton- és a Footstool-csúcsot összekötő gerinc meredek oldaláról rendszeresen szakadnak jég- és kőlavinák a mélybe. A Déli-Alpok jégmezőin már mintegy száz hegymászó vesztette életét.
Új-Zéland leghosszabb gleccsere, a Tasman-gleccser alatt, a völgy sík alján heverő kőtömbök többsége a jég által otthagyott vándorkő, a jégkorszak emlékeként, amikor kelet-délkelet felé 100 kilométer hosszúságú gleccsernyelvek húzódtak. Ezt a völgyet eredetileg az Ős-Tasman-gleccser vájta. Most messziről hozza a patak Új-Zéland leghosszabb, 27 km-es, de eredeti méretéhez képest mégis rövid gleccserének olvadékvizét.
A gleccser alsó szakaszát kőtörmelék borítja. Homlokfala előtt széles olvadéktó alakult ki, rajta leszakadt gleccsertömbök lebegnek. Ez a tó 1973 után alakult ki, de napjainkra 7 km hosszúságot, 2 km szélességet és 245 m mélységet ért el. Felső szakaszán tisztább a gleccser felszíne, itt egy helyen 670 méteres jégvastagságot mértek. Teljes felülete 101 km². A Tasman-gleccsert egy 3000 méter magasságban elterülő hatalmas firnhómező táplálja, amelyre minden télen körülbelül 50 méternyi hó esik. Ebből nyár végére 7 méternyi marad. Ennek ellenére a Tasman-jégár drasztikusan rövidül. A számos mellékgleccserrel gazdagodó fő jégfolyam a völgyben másfél, helyenként négy kilométer széles. A környező hegyek geológiailag aktívak, évente 5 mm-t nőnek. Ezzel földrengések is járnak. 2011. február 22-én egy földrengés hatására 30-40 millió tonnányi jég szakadt le a jégár homlokfrontjáról, a tóba zuhanva 3,5 m magas hullámokat keltve.

## Új-Zéland jelentősebb gleccsereinek listája
- Bonar-gleccser (Mount Aspiring)
- Claussen-gleccser
- Douglas-gleccser
- Ferenc József-gleccser
- Fox-gleccser
- Godley-gleccser
- Grey-gleccser
- Hooker-gleccser
- Ivory-gleccser
- Maud-gleccser
- Maruia-gleccser, Spenser-hegység
- Mueller-gleccser
- Murchison-gleccser
- Ramsay-gleccser
- Rob Roy-gleccser
- A Ruapehu gleccserei
- Tasman-gleccser
- Therma-gleccser (Mount Aspiring)
- Volta-gleccser (Mount Aspiring)
- Waiau-gleccser, Spenser-hegység

## Fordítás
- Ez a szócikk részben vagy egészben a Glaciers of New Zealand című angol Wikipédia-szócikk ezen változatának fordításán alapul.  Az eredeti cikk szerkesztőit annak laptörténete sorolja fel. Ez a jelzés csupán a megfogalmazás eredetét és a szerzői jogokat jelzi, nem szolgál a cikkben szereplő információk forrásmegjelöléseként.